# Governatore delle Isole Vergini statunitensi
Il governatore delle Isole Vergini statunitensi è il capo del governo locale del territorio organizzato delle Isole Vergini Americane. Dal 1917 al 1969 veniva nominato dal Presidente degli Stati Uniti d'America, successivamente divenne invece una carica elettiva.

## Elenco

### Governatori nominati (1917-1970)

#### Governatori navali (1917-1931)
Partiti politici: 
  Militare   Democratico   Repubblicano
| N. | Foto | Governatore                             | Carica            | Carica        | Nominato da | Nominato da             |
| N. | Foto | Governatore                             | Inizio            | Termine       | Nominato da | Nominato da             |
| -- | ---- | --------------------------------------- | ----------------- | ------------- | ----------- | ----------------------- |
| 1  |      | Edwin Taylor Pollock (1870-1943)        | 1917              | 1917          |             | Woodrow Wilson          |
| 2  |      | James Harrison Oliver (1857-1928)       | 1917              | 1919          |             | Woodrow Wilson          |
| 3  |      | Joseph Wallace Oman (1864-1941)         | 1919              | 1921          |             | Woodrow Wilson          |
| 4  |      | Sumner Ely Wetmore Kittelle (1867-1950) | 1921              | 1922          |             | Warren Gamaliel Harding |
| 5  |      | Henry Hughes Hough (1871-1943)          | 1922              | 1923          |             | Warren Gamaliel Harding |
| 6  |      | Philip Williams (1869-1942)             | 1923              | 1925          |             | Warren Gamaliel Harding |
| 7  |      | Martin Edward Trench (1869-1927)        | 12 settembre 1925 | 1927          |             | Calvin Coolidge         |
| 8  |      | Waldo A. Evans (1869-1936)              | 1927              | 18 marzo 1931 |             | Calvin Coolidge         |

#### Governatori civili (1931-1970)
Partiti politici: 
  Indipendente   Democratico   Repubblicano
Stato: 
  Governatore ad interim
| N. | Foto | Governatore                         | Carica         | Carica         | Nominato da | Nominato da           |
| N. | Foto | Governatore                         | Inizio         | Termine        | Nominato da | Nominato da           |
| -- | ---- | ----------------------------------- | -------------- | -------------- | ----------- | --------------------- |
| 1  |      | Paul Martin Pearson (1871-1938)     | 18 marzo 1931  | 21 agosto 1935 |             | Herbert Hoover        |
| –  |      | Robert Herrick (1868-1938)          | 21 agosto 1935 | 21 agosto 1935 | –           | –                     |
| 2  |      | Lawrence William Cramer (1897-1978) | 21 agosto 1935 | Dicembre 1940  |             | Franklin D. Roosevelt |

### Governatori eletti (1970-presente)
Partiti politici: 
  Repubblicano (1)   Independent Citizens Movement (2)   Democratico (4)   Indipendente (3)
| N.  | Foto              | Governatore                            | Carica         | Carica         | Mandato    | Vicegovernatore   | Vicegovernatore     |
| N.  | Foto              | Governatore                            | Inizio         | Termine        | Mandato    | Vicegovernatore   | Vicegovernatore     |
| --- | ----------------- | -------------------------------------- | -------------- | -------------- | ---------- | ----------------- | ------------------- |
| 1   |                   | Melvin Herbert Evans (1917-1984)       | 1 luglio 1969  | 6 gennaio 1975 | 1 (1970)   |                   | David Earle Maas    |
| 1   | Vacante           | Melvin Herbert Evans (1917-1984)       | 1 luglio 1969  | 6 gennaio 1975 | 1 (1970)   |                   |                     |
| 1   | Athniel C. Ottley | Melvin Herbert Evans (1917-1984)       | 1 luglio 1969  | 6 gennaio 1975 | 1 (1970)   |                   |                     |
| 2   |                   | Cyril Emmanuel King (1921-1978)        | 6 gennaio 1975 | 2 gennaio 1978 | 1⁄2 (1974) |                   | Juan Francisco Luis |
| 3   |                   | Juan Francisco Luis (1940-2011)        | 2 gennaio 1978 | 5 gennaio 1987 | 1⁄2 (1974) | Vacante           | Vacante             |
| 3   | Henry A. Millin   | Juan Francisco Luis (1940-2011)        | 2 gennaio 1978 | 5 gennaio 1987 | 1⁄2 (1974) |                   |                     |
| 3   | 1 (1978)          | Juan Francisco Luis (1940-2011)        | 2 gennaio 1978 | 5 gennaio 1987 |            |                   |                     |
| (3) | 2 (1982)          | Juan Francisco Luis (1940-2011)        | 2 gennaio 1978 | 5 gennaio 1987 |            | Julio Brady       |                     |
| 4   |                   | Alexander Anthony Farrelly (1923-2002) | 5 gennaio 1987 | 2 gennaio 1995 | 1 (1986)   |                   | Derek M. Hodge      |
| 4   | 2 (1990)          | Alexander Anthony Farrelly (1923-2002) | 5 gennaio 1987 | 2 gennaio 1995 |            |                   | Derek M. Hodge      |
| 5   |                   | Roy Lester Schneider (1939-)           | 2 gennaio 1995 | 4 gennaio 1999 | 1 (1994)   |                   | Kenneth Mapp        |
| 6   |                   | Charles Wesley Turnbull (1935-)        | 4 gennaio 1999 | 1 gennaio 2007 | 1 (1998)   |                   | Gerard Luz James II |
| 6   | 2 (2002)          | Charles Wesley Turnbull (1935-)        | 4 gennaio 1999 | 1 gennaio 2007 |            | Vargrave Richards |                     |
| 7   |                   | John de Jongh (1957-)                  | 1 gennaio 2007 | 5 gennaio 2015 | 1 (2006)   |                   | Gregory R. Francis  |
| 7   | 2 (2010)          | John de Jongh (1957-)                  | 1 gennaio 2007 | 5 gennaio 2015 |            |                   | Gregory R. Francis  |
| 8   |                   | Kenneth Mapp (1955-)                   | 5 gennaio 2015 | 2019           | 1 (2014)   |                   | Osbert Potter       |
| 9   |                   | Albert Bryan (1968-)                   | 2019           | in carica      | 1 (2018)   |                   | Tregenza Roach      |